# Аргунський хребет
Аргунський хребет — гірський хребет у Забайкальському краї Росії, в лівобережжі середньої течії річки Аргунь.
Хребет починається поблизу Забайкальска і тягнеться на північний схід до правобережжя низової річки Урулюнгуй, лівої притоки Аргуні. Загальна протяжність хребта становить близько 130 км при середній ширині 35-40 км. Переважаючі висоти досягають 1000 м, найвища точка — гора Березова (1139 м).
Хребет складений породами переважно палеозойського віку: гранітами, пісковиками, конгломератами і туфами. У рельєфі переважають низькогір'я з порівняно плавними обрисами; на схилах є яри і балки, місцями — скельні виступи. Переважний тип ландшафту — гірські степи, рідше — гірські лісостепи.

## Топографічні карти
- Аркуш карти M-50-XVII Краснокаменск. Масштаб: 1 : 200 000. (рос.) Зазначити дату випуску/стану місцевості.
- Аркуш карти M-50-XXIII Кайластуй. Масштаб: 1 : 200 000. (рос.) Зазначити дату випуску/стану місцевості.
- Аркуш карти M-50-XXII Маньчжурия. Масштаб: 1 : 200 000. (рос.) Зазначити дату випуску/стану місцевості.